# Christmas Carol: The Movie
Christmas Carol: The Movie (br: Um Conto de Natal) é um filme britânico de 2001, baseado no romance A Christmas Carol de Charles Dickens. Dirigido por Jimmy T. Murakami, o filme apresenta as vozes de vários atores, incluindo Simon Callow, Kate Winslet (que também cantou a canção-tema do filme What If), a irmã de Kate, Beth Winslet e Nicolas Cage. 

## Elenco
- Simon Callow – Charles Dickens/Ebenezer Scrooge (voz)
- Kate Winslet – Belle (voz)
- Nicolas Cage – Jacob Marley (voz)
- Jane Horrocks – Ghost of Christmas Past (voz)
- Michael Gambon – Ghost of Christmas Present (voz)
- Rhys Ifans – Bob Cratchit (voz)
- Juliet Stevenson – Emily Cratchit (voz)
- Robert Llewellyn – Old Joe (voz)
- Iain Jones – Fred (voz)
- Beth Winslet – Fan (voz)
- Colin McFarlane – Albert Fezziwig (voz)

## Recepção
Christmas Carol foi lançado em 7 de dezembro de 2001 pela Pathé no Reino Unido, embora estivesse originalmente previsto para 30 de novembro. Nos Estados Unidos, a Metro-Goldwyn-Mayer lançou o filme diretamente em VHS e DVD em 7 de outubro de 2003. Depois de assisti-lo no Festival Internacional de Cinema de Toronto, Todd McCarthy, da Variety, escreveu: "[A] animação dos personagens é totalmente inexpressiva, e dois camundongos mudos desagradáveis são mais capazes de escapar e gesticular do que Harpo Marx fez em toda a sua carreira".